# Монастир святої Марії Єгипетської
Монастир святої Марії Єгипетської (англ. Saint Mary of Egypt Monastery) — єдина чернеча громада у складі патріарших приходів у США (Московський Патріархат).
Громада заснована на базі Будинку милосердя, відкритого в 1993 році у східній частині нижнього Манхеттена (Нью-Йорк). Засновником громади став ієромонах Іоаким (Парр), первісною метою якого була допомога бідним в районі. У 1995 році у громади з'явилася невелика каплиця, в якій відбувався повне коло богослужінь. У 1996 році навколо чернечої громади сформувався англомовний прихід. Через низьку місткість каплиці недільна літургія відбувається в головному Миколаївському соборі Патріарших приходів.
У 2008 році громада придбала ділянку землі в Тредвелі (англ. Treadwell), штат Нью-Йорк, і заснувала там Спаську пустель. Отець Іоаким возведений у сан архімандрита.